# 2020年代に記載された霊長類の一覧
2020年代に記載された霊長類の一覧（2020ねんだいにきさいされたれいちょうるいのいちらん）では、2020年代に新種として記載された霊長類を列挙する。

## 2020年

### ジョナネズミキツネザル
ジョナネズミキツネザル（学名: Microcebus jonahi）は、コビトキツネザル科ネズミキツネザル属の一種で、2020年7月27日に記載された。マダガスカル北東部の熱帯雨林、北マナナラ国立公園区域内、アンババラ村周辺にのみ生息している。
マダガスカルで進んでいる森林破壊により個体数が減少しており、2022年版レッドリストでは、絶滅危惧IB類に指定されている。
学名の「jonahi」はマダガスカルの霊長類学者のJonah Ratsimbazafyからとっている。

### ポッパラングール
ポッパラングール（学名: Trachypithecus popa）は、オナガザル科ラングール属の一種で、2020年11月11日に記載された。ミャンマーのポッパ山周辺にのみ生息する。
もともと、英ロンドン自然史博物館では、イギリス領インド帝国時代に採取された標本が1900年代から保管されていた。しかし、2020年に到るまで、新種とは思われておらず、ファイヤーリーフモンキーの亜種だと考えられていた。
個体数は200-260匹ほどで、森林破壊によりもっと個体数が減少しており、レッドリストでも絶滅危惧IB類に指定されている。

## 2021年

### シュナイダーマーモセット

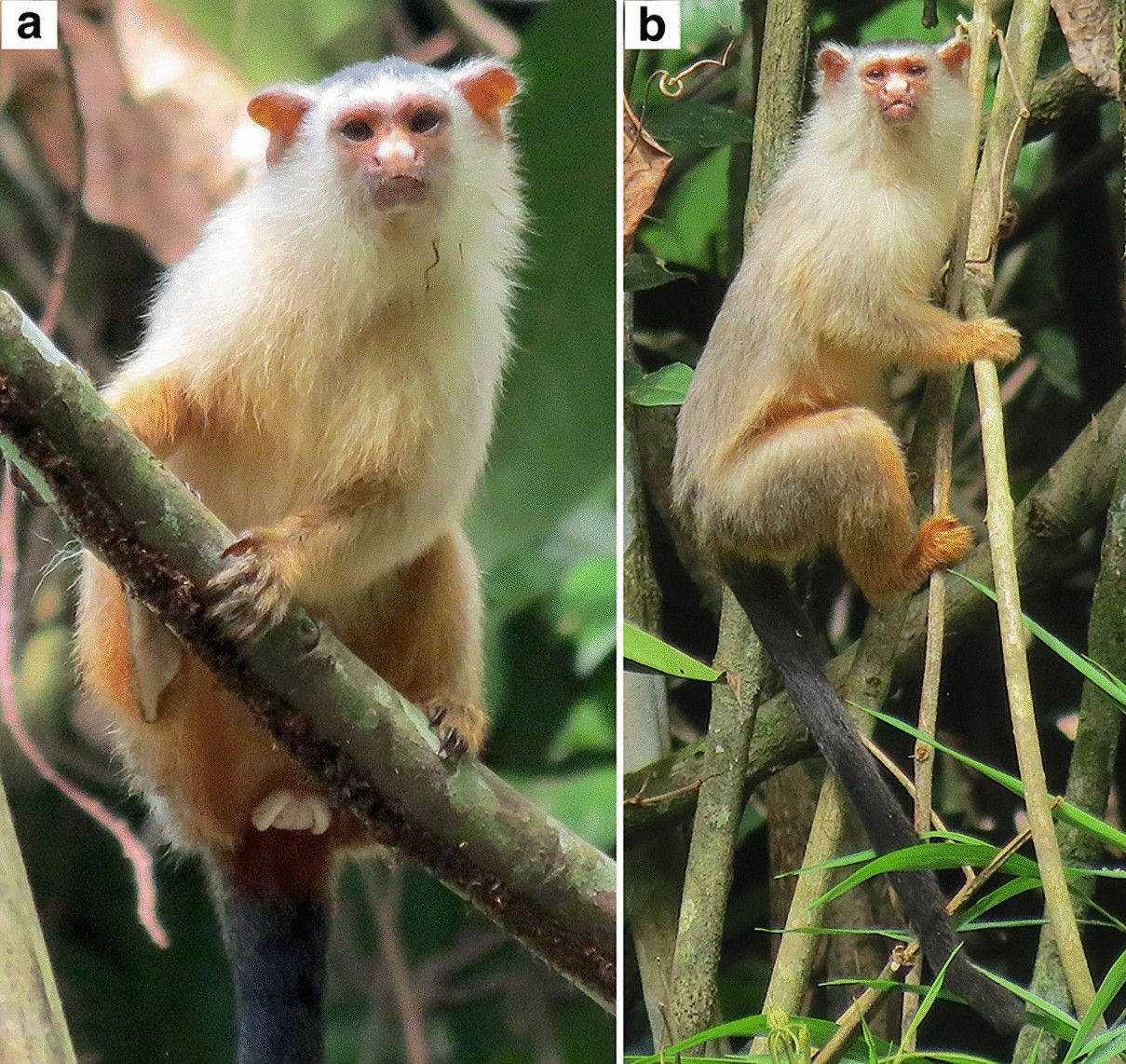
シュナイダーマーモセット

シュナイダーマーモセット（学名: Mico schneideri）はオマキザル科シルバーマーモセット属の一種で、2021年8月2日に『Scientific Reports』に寄稿された論文により、新種として記載された。
ブラジル・アマゾンのジュルエナ川とテレスピレス川の間に生息している。ジュルエナ川とテレスピレス川の間と言ってもその内北の方のみ生息し、南には個体数はほとんどない。
1995年に標本が収集されていたが、スネトラーゲマーモセットであると誤って認識されていた。その後2015年から2018年にかけて行われたフィールドワークで再度標本が収集され調査を行ったところシルバーマーモセット属に属する新種であることが判明した。
森林破壊による影響で、個体数は減少傾向にある。その結果、レッドリストでは2022年3月14日に絶滅危惧IB類に指定されている。